# Municipio de General Canuto A. Neri
El municipio de General Canuto A. Neri es uno de los 85 municipios en que para su régimen interior se encuentra dividido el estado de Guerrero en México. Se encuentra en el norte del estado y su cabecera es la población de Acapetlahuaya.

## Geografía
El territorio de General Canuto A. Neri tiene una extensión territorial de 260.874 kilómetros cuadrados, siendo sus coordenadas geográficas extremas 18°20′ - 18°33′ de latitud norte y 100°0′ - 100°14′ de longitud oeste. Su altitud fluctúa entre los 1 800 y los 400 metros sobre el nivel del mar. Forma parte de la región Norte del estado.
Limita al noreste, este y sureste con el municipio de Teloloapan y al suroeste y oeste con el municipio de Arcelia. Al noroeste limita con el estado de México, en particular con el municipio de Tlatlaya y el municipio de Amatepec.

## Demografía
De acuerdo a los resultados del Censo de Población y Vivienda realizado en 2010 por el Instituto Nacional de Estadística y Geografía; la población total del municipio de General Canuto A. Neri asciende a 6 301 habitantes, de los que 3 042 son hombres y 3 258 son mujeres.
La densidad de población asciende a un total de 24.15 personas por kilómetro cuadrado.

### Localidades
En el censo de 2020 el municipio de General Canuto A. Neri contaba con 51 localidades.
| Código INEGI      | Localidad         | Población (2020) |
| ----------------- | ----------------- | ---------------- |
| 120310001         | Acapetlahuaya     | 1 617            |
| Otras localidades | Otras localidades | 4 661            |
| Total municipal   | Total municipal   | 6 278            |

## Política
El municipio de General Canuto A. Neri fue creado mediante decreto del Congreso de Guerrero del 24 de enero de 1954, siendo segregado su territorio del municipio de Teloloapan.
El gobierno del municipio le corresponde a su ayuntamiento, conformado por el presidente municipal, un Síndico y un cabildo integrado por seis regidores; tres electos por mayoría relativa y tres por el principio de representación proporcional. Todos son electos mediante sufragio universal, directo y secreto para un periodo de tres años reelegibles por un único periodo adicional.

### Representación legislativa
Para la elección de diputados locales al Congreso de Guerrero y de diputados federales a la Cámara de Diputados federal, el municipio de General Canuto A. Neri se encuentra integrado en los siguientes distritos electorales:
Local:
- Distrito electoral local de 20 de Guerrero con cabecera en Teloloapan.[6]

Federal:
- Distrito electoral federal 1 de Guerrero con cabecera en Ciudad Altamirano.[7]